# Izgrev
Izgrev (Изгрев), és una de les 24 regions del municipi de Sofia, Bulgària.
Izgrev és un dels pobles de Bulgària.

## Llistat de pobles de Bulgària que duen el nom de Izgrev
- Izgrev, Blagoevgrad província - al municipi de la província de Blagòevgrad
- Izgrev, Província de Burgàs - al municipi de Tsarevo de la província de Burgàs
- Izgrev, Província de Pleven - Levski, al municipi de la província de Pleven
- Izgrev, Sliven Província - al municipi de la província de Sliven
- Izgrev, Smolyan província - al municipi de Nedelino de la província de Smolian
- Izgrev, Shumen província - al municipi de Venets de la província de Shumen
- Izgrev, Varna Província - Suvórov, al municipi de la província de Varna
- Izgrev, Yambol província - al municipi de la província de Yambol

## Llista de províncies de Bulgària
| - Blagoevgrad - Burgàs - Dobrich - Gabrovo - Haskovo - Kardzhali - Kyustendil - Lovech - Montana - Pazardzhik - Pernik - Pleven - Plovdiv - Razgrad | - Ruse - Shumen - Silistra - Sliven - Smolyan - Sofia - Sofia-Ciutat - Stara Zagora - Targovishte - Veliko Tarnovo - Varna - Vidin - Vratsa - Yambol |

## Curiositats
Izgrev es tradueix com sortida del sol i el porten els vuit pobles citats anteriorment.
Sortida del sol és l'hora del dia quan el disc del sol comença a aparèixer sobre l'horitzó cap a l'est. No s'ha de confondre amb l'alba, quan el cel de la nit comença a clarejar, i que va passar en algun moment abans de l'alba. A causa de la refracció del sol a l'atmosfera que ho fa perquè el sol és visible quan en realitat encara està per sota de l'horitzó, com l'alba i el capvespre pot ser tractat com un engany visual.